# Pascale Garaud
Pascale Garaud () é uma astrofísica e matemática francêsa, interessada em dinâmica dos fluidos, magnetohidrodinâmica e suas aplicações em astrofísica e geofísica. É professora de matemática aplicada na Universidade da Califórnia em Santa Cruz.
Garaud foi aluna da Universidade Louis Pasteur em Estrasburgo, e seguiu para o Trinity College (Cambridge) como Knox Scholar para estudar para o Mathematical Tripos. Permanecendo em Cambridge, Garaud obteve um Ph.D. em 2001, com a tese The dynamics of the solar tachocline, orientada conjuntamente por Douglas Gough e Nigel Weiss. Após pesquisa de pós-doutorado em Cambridge, juntou-se ao corpo docente da Universidade da Califórnia em Santa Cruz em 2004.
Em Santa Cruz Garaud é fellow do Oakes College. Fundou o Kavli Summer Program in Astrophysics (anteriormente o International Summer Program for Modeling in Astrophysics), um encontro anual de estudantes de pós-graduação e pesquisadores, em 2010.
Em 2019 foi eleita fellow da American Physical Society.